# Cultura gallinazo
La cultura gallinazo es una cultura arqueológica del Antiguo Perú que se desarrolló entre los años 200 a. C. y 600 d. C. en la costa norte peruana, entre los valles costeros de los ríos La Leche, Jequetepeque, Virú, Santa, Nepeña, Casma y Huarmey.  Esta época se caracterizó por un significativo aumento de la población, la expansión de los sistemas de irrigación y el incremento de la centralización del poder político.

## Origen del nombre
En 1936 Wendell Bennett (1950: 15, 17) durante sus prospecciones y excavaciones en el sitio conocido como “Huaca Gallinazo”, en el valle de Virú, encontró numerosas muestras de una cerámica muy peculiar caracterizada por su pintura negativa que asoció con una cultura arqueológica a la
que denominó Cultura Gallinazo, siguiendo la práctica muy extendida por entonces en arqueología de denominar los estilos cerámicos y las culturas según el topónimo del sitio en el que se descubrían los hallazgos.

## Núcleo del poder
El poder gallinazo se centralizó en el Valle Virú, en el lugar hoy conocido con el nombre de Grupo Gallinazo, un núcleo de edificios religiosos y administrativos rodeados de un gran número de viviendas que cubren en total un área aproximadamente 5km². Durante ese tiempo se construyeron también una serie de edificios religiosos construidos en las partes altas de la colina o en promontorios rocosos, razón por la que fueron calificados como “castillos” o fortificaciones.

## Cerámica
La cerámica gallinazo es por general de color rojo y fue decorada con incisiones y pintura blanca, pero la principal técnica decorativa fue el negativo o aplicación resistente de pigmento negro orgánico. Las principales formas incluyen vasijas con asa estribo, botellas con una figura modelada y pico unidos con asa puente, ollas con cuello y varias formas de jarras, así como grandes urnas.

## Metalurgia
En metalurgia, los artesanos gallinazo continuaron practicando las técnicas previamente conocidas en la costa norte. Sin embargo, se incrementó el uso del cobre y el dorado de objetos hechos con aleación de cobre y oro comenzó durante esta época.

## Decadencia
Al mismo tiempo que crecía y se desarrollaba la capital gallinazo en Virú, en el valle de Moche, unos 25 km al norte, iba tomando forma una potencia rival, los moche, que alrededor del siglo IV sometieron a los de Virú y marcaron así el fin de la cultura Gallinazo.

## Arquitectura
La arquitectura ha permitido definir cuatro tipos de construcciones identificados a esta cultura:
Los centros urbanos ceremoniales: eran construcciones donde se hicieron pirámides de grandes dimensiones que se relacionaban con el desarrollo de actividades ceremoniales y de culto.
Los castillos fortificados: eran grandes edificaciones ubicadas lugares estratégicos de la parte alta, donde se angosta el valle medio; su función era vigilar, defender y controlar el valle.
Las grandes casas semiaisladas: presentan habitaciones y techo a dos aguas generalmente estaban alejadas y solitarias, en estas debieron de vivir personajes principales o funcionarios que supervisaban las actividades productivas.
Las aldeas: eran aglutinadas, allí vivía el pueblo; en sus construcciones utilizaron materiales perecedores como el carrizo la caña y el algarrobo.